# Lomisoidea
Lomisoidea is een superfamilie van kreeftachtigen uit de klasse van de Malacostraca (hogere kreeftachtigen).

## Families
- Lomisidae Bouvier, 1895